# Zádor András
Zádor András (álneve: Dénes Endre; 1938-ig) (Breznóbánya, 1912. december 23. – Prága, 2008. április 22.) műfordító, irodalomtörténész, az irodalomtudományok kandidátusa (1979). Felesége, Zádor Margit (1923–?) könyvtáros, műfordító volt.

## Életpályája
A prágai Károly Egyetem jogi karán tanult; tanulmányait 1938-ban fejezte be. 1939–1943 között jogi pályán dolgozott. 1943-ban munkaszolgálatra hívták, ahonnan 1944-ben német koncentrációs táborba vitték. 1945–1970 között a prágai Kulturális Minisztérium tisztviselője volt. 1950–1961 között a budapesti Csehszlovák Kulturális Központ igazgatója volt. 1970-ben nyugdíjba vonult. 1979-ben lett az irodalomtudományok kandidátusa. 1993-ban a Prágai Tükör megindulásától a folyóirat szerkesztőbizottságának tagja és állandó munkatársa volt.

### Munkássága
Már az 1930-as években részt vett a magyar-cseh irodalmi kapcsolatok építésében. Első műfordításai a pozsonyi Prager Kiadónál és a Szlovenszkói magyar írók antológiájában jelentek meg. 1945 után számos összefoglaló és monografikus tanulmányt, cikket tett közzé a cseh és szlovák irodalomról és egyes képviselőiről, valamint a cseh színház történetéről. Monográfiát írt Ivan Olbrachtról (1967) és Karel Čapekről (1984). Prózai és verses antológiákat és monografikus versesköteteket állított össze, szerkesztett, látott el elő-, illetve utószóval és jegyzetekkel. Cseh modern prózát, verseket és drámákat fordított magyarra, részt vett fordításainak televízióra, rádióra való átdolgozásában. A budapesti Akadémiai Kiadónál megjelent Világirodalmi Lexikon cseh címszavainak írója, az egész cseh anyagnak a lexikon főmunkatársaként lektora volt. Mintegy száz költeményt fordított magyarra cseh és szlovák költőktől. A versek különböző antológiákban, monografikus gyűjteményekben, folyóiratokban jelentek meg.

## Művei
- Olbracht (monográfia, Budapest, 1967)
- Karel Čapek (monográfia, Budapest, 1984)

## Műfordításai

### Antológiák
- A modern cseh líra kincsesháza (Budapest, 1959)
- Senki sem fog nevetni (1965)
- A modern szlovák líra kincsesháza (Budapest, 1966)
- Cseh költők antológiája (Budapest, 1980)
- Cseresznyevirágok balladája. Szlovák költők antológiája (Budapest, 1986)
- XX. századi cseh és szlovák költészet (Budapest, 1986)

### Prózák
- Ivan Olbracht: Átokvölgye (1938)
- Vladislav Vančura: Szökés Budára (1938)
- Ivan Olbracht: Nyikola Suhaj, a betyár (1953)
- Alois Jirásek: Régi cseh mondák (1954)
- Ivan Olbracht: Régi szép idők (1955)
- Karel Čapek: Betörők, bírák, bűvészek és társaik (1956)
- Karel Čapek: Meteor (Budapest, 1962)
- Karel Čapek: Egyszerű élet (Budapest, 1963)
- Karel Čapek: Kínos történetek (1963)
- Ludvík Aškenazy: Emberek és emberkék (Budapest, 1965)
- Josef Škvorecký: Gyávák (Budapest, 1967)
- Ivan Olbracht: A legsötétebb börtön (Budapest, 1968)
- Ladislav Fuks: Változatok sötét húrra (1968)
- Vladislav Vančura: Szeszélyes nyár (Budapest, 1974)
- Norbert Frýd: Mexikó császárnéja (1974)
- Vladimír Páral: Teljesült kívánságok vására (Budapest, 1978)
- Karel Čapek: Foltýn zeneszerző élete és munkássága (Sándor Lászlóval), Budapest, 1980)
- Ivan Olbracht: Hegyek és évszázadok. = Kárpátaljai trilógia (1988)
- Jaroslav Hašek: Betyárhistória (többekkel, Budapest, 2003–2004)
- Bohumil Hrabal: Szigorúan ellenőrzött vonatok (első kiadás mint Élesen követett vonatok)

### Drámák
- František Hrubín: Augusztusi vasárnap (Budapest, 1960; színházi bemutató: 1963)
- Milan Kundera: Zárt ajtók mögött (Aczél Jánossal; színházi bemutató: 1965)
- Milan Kundera: Jakab és gazdája (színházi bemutató: 1993)
- Ivan Klíma: A kastély (Budapest, 1965)
- Karel Čapek – Pavel Kohout: Harc a szalamandrákkal (színházi bemutató: 1966)
- Václav Havel: A leirat (színpadi előadás: 1968)
- Václav Havel: A figyelemösszpontosítás csökkent lehetősége (Budapest, 1969)
- Karel Čapek: R. U. R. (Budapest, 1974)
- Karel Čapek: Három színmű (Budapest, 1974)
- Bohumil Hrabal – Ivo Krobot: Szigorúan ellenőrzött vonatok (színházi bemutatók: 1991, 1993, 1997, 1999)

## Róla megjelent írások
- Czibor János: Írók és művek. (Az Átokvölgyéről és fordításáról), Hírl. 1958
- Dobossy László: Cseh költők magyarul (A modern cseh líra kincsesháza, szerkesztette: Zádor András), Nagyvilág, 1960
- Dobossy László: Csak a szívet hallani. Mai szlovák költők versei (Népszabadság, 1966)
- Szalatnai Rezső: Magyar könyvkiadás – csehszlovák irodalom (A Könyv, 1961/10)
- Egri Viktor: Olvasónapló. Cseh elbeszélők (ÚSZ, 1962)
- Käfer István: Modern cseh elbeszélők (Nagyvilág, 1963/8)
- Sziklay László: A modern szlovák líra kincsesháza (Kritika, 1966/10)
- E. Fehér Pál: Nezval: Az éjszaka költeményei (Kritika, 1966/10)
- E. Fehér Pál: A cseh irodalom nemzedékei (Kritika, 1981/1)
- Szántó György: Egy évezred költészete. Cseh költők magyarul (Hét, 1981/24)
- Sándor László: A cseh líra ezredéves útja. Cseh költők antológiája (Nagyvilág, 1981/11)
- Sándor László: Karel Čapek. Zádor András monográfiája (Magyar Nemzet, 1985. május 3.)
- Vidor Miklós: A bensőséges korszerűség költője. Jaroslav Seifert (Nagyvilág, 1986/12)
- Katarína Králová: Dve pozoruhodné antológie. Èeská a slovenská poézia v maïarèine, Nové Slovo 1987. ápr. 9
- Fried István: A cseh és szlovák költészet magyar nyelvű antológiája (Nagyvilág, 1987/10)
- Rácz Olivér: Vallomások a műfordítóról. A 75 éves Zádor András köszöntése (ISZ 1987/10.)

## Díjai
- Az Európa Könyvkiadó Nívódíja (1968)
- a Magyar Köztársaság Csillagrendje (1989)